# ANK1
Ankirin 1, koji je poznat kao ANK1, je protein koji je kod ljudi kod ljudi kodiran ANK1 genom.

## Distribucija u tkivu
Protein kodiran ankirin 1 genom je prototip ankirinske familije. On je prvo otkriven u eritrocitima, ali je od tog vremena isto tako pronađen u mozgu i mišićima.

## Genetika
Kompleksni struktura alternativnog spajanja u regulatornom domenu, stvara različite izoforme ankirina 1, međutim precizna funkcija tih brojnih izoformi nije poznata. Alternativna poliadenilacija koja dovodi do niza eritrocitnih ankirin 1 iRNK molekula različitih veličina je primećena. Skraćene izoforme ankirina 1 specifične za mišiće, koje su proizvod primene jednog alternativnog promotora, su isto tako bile identifikovane.

## Povezanost bolesti
Mutacije eritrocitnog ankirina 1 su bile asocirane u skoro polovini svih pacijenata sa naslednom sferocitozom.

## Funkcija
protein pripada ankirinskoj familiji koja povezuje integralne membranske proteine sa potpornim spektrin-aktin citoskeletonom, i igra ključnu ulogu u aktivnostima kao što su ćelijska pokretljivost, aktiviranje, proliferacija, kontakt i održavanje specijalizovanih membranskih domena. Više izoformi ankirina sa različitim afinitetima za brojne proteine su izraženi u tkivno-specifičnom razvojno-regulisanom maniru. Većina ankirina se tipično sastoji of tri strukturna domena: amino-terminalni domen koji sadrži višestruka ankirin ponavljanja; centralin region sa visoko konzervisanim spektrin vezivajućim domenom; i karboksi-terminal regulatorni domen koji je najmanje konzerviran i koji je subjekat varijacije.
 (engl. small ANK1) varijanta proteinskog spajanja uspostavlja kontakte sa obskurin proteinom, gigantskim proteinom koji okružuje kontraktilni aparat u izbrazdanom mišiću.

## Interakcije
pokazan da ima protein-protein interakciju sa Tiam1 proteinom koji promoviše propagaciju Rac1 signala i tim putem razvoj raka dojke. ANK1 isto tako uspostavlja interakcije sa nizom drugih proteina, kao što su: Titin, RHAG i OBSCN.

## Literatura
- Bennett V, Baines AJ (2001). „Spectrin and ankyrin-based pathways: metazoan inventions for integrating cells into tissues.”. Physiol. Rev. 81 (3): 1353—92. PMID 11427698.
- Bennett V (1979). „Immunoreactive forms of human erythrocyte ankyrin are present in diverse cells and tissues.”. Nature. 281 (5732): 597—9. PMID 492324. doi:10.1038/281597a0.
- Lambert S; Yu H; Prchal JT (1990). „cDNA sequence for human erythrocyte ankyrin.”. Proc. Natl. Acad. Sci. U.S.A. 87 (5): 1730—4. PMID 1689849. doi:10.1073/pnas.87.5.1730.
- Fujimoto T, Lee K, Miwa S, Ogawa K (1991). „Immunocytochemical localization of fodrin and ankyrin in bovine chromaffin cells in vitro.”. J. Histochem. Cytochem. 39 (11): 1485—93. PMID 1833445.
- Lux SE, John KM, Bennett V (1990). „Analysis of cDNA for human erythrocyte ankyrin indicates a repeated structure with homology to tissue-differentiation and cell-cycle control proteins.”. Nature. 344 (6261): 36—42. PMID 2137557. doi:10.1038/344036a0.
- Davis LH, Bennett V (1990). „Mapping the binding sites of human erythrocyte ankyrin for the anion exchanger and spectrin.”. J. Biol. Chem. 265 (18): 10589—96. PMID 2141335.
- Korsgren C, Cohen CM (1988). „Associations of human erythrocyte band 4.2. Binding to ankyrin and to the cytoplasmic domain of band 3.”. J. Biol. Chem. 263 (21): 10212—8. PMID 2968981.
- Cianci CD, Giorgi M, Morrow JS (1988). „Phosphorylation of ankyrin down-regulates its cooperative interaction with spectrin and protein 3.”. J. Cell. Biochem. 37 (3): 301—15. PMID 2970468. doi:10.1002/jcb.240370305.
- Steiner JP, Bennett V (1988). „Ankyrin-independent membrane protein-binding sites for brain and erythrocyte spectrin.”. J. Biol. Chem. 263 (28): 14417—25. PMID 2971657.
- Hargreaves WR, Giedd KN, Verkleij A, Branton D (1981). „Reassociation of ankyrin with band 3 in erythrocyte membranes and in lipid vesicles.”. J. Biol. Chem. 255 (24): 11965—72. PMID 6449514.
- Bourguignon LY, Lokeshwar VB, Chen X, Kerrick WG (1994). „Hyaluronic acid-induced lymphocyte signal transduction and HA receptor (GP85/CD44)-cytoskeleton interaction.”. J. Immunol. 151 (12): 6634—44. PMID 7505012.
- Maruyama K, Sugano S (1994). „Oligo-capping: a simple method to replace the cap structure of eukaryotic mRNAs with oligoribonucleotides.”. Gene. 138 (1-2): 171—4. PMID 8125298. doi:10.1016/0378-1119(94)90802-8.
- Morgans CW, Kopito RR (1993). „Association of the brain anion exchanger, AE3, with the repeat domain of ankyrin.”. J. Cell. Sci. 105 (Pt 4): 1137—42. PMID 8227202.
- Bourguignon LY; Jin H; Iida N (1993). „The involvement of ankyrin in the regulation of inositol 1,4,5-trisphosphate receptor-mediated internal Ca2+ release from Ca2+ storage vesicles in mouse T-lymphoma cells.”. J. Biol. Chem. 268 (10): 7290—7. PMID 8385102.
- Eber SW; Gonzalez JM; Lux ML (1996). „Ankyrin-1 mutations are a major cause of dominant and recessive hereditary spherocytosis.”. Nat. Genet. 13 (2): 214—8. PMID 8640229. doi:10.1038/ng0696-214.
- Lanfranchi G; Muraro T; Caldara F (1996). „Identification of 4370 expressed sequence tags from a 3'-end-specific cDNA library of human skeletal muscle by DNA sequencing and filter hybridization.”. Genome Res. 6 (1): 35—42. PMID 8681137. doi:10.1101/gr.6.1.35.
- del Giudice EM; Hayette S; Bozon M (1996). „Ankyrin Napoli: a de novo deletional frameshift mutation in exon 16 of ankyrin gene (ANK1) associated with spherocytosis.”. Br. J. Haematol. 93 (4): 828—34. PMID 8703812. doi:10.1046/j.1365-2141.1996.d01-1746.x.
- Zhou D; Birkenmeier CS; Williams MW (1997). „Small, membrane-bound, alternatively spliced forms of ankyrin 1 associated with the sarcoplasmic reticulum of mammalian skeletal muscle.”. J. Cell Biol. 136 (3): 621—31. PMID 9024692. doi:10.1083/jcb.136.3.621.
- Gallagher PG; Tse WT; Scarpa AL (1997). „Structure and organization of the human ankyrin-1 gene. Basis for complexity of pre-mRNA processing.”. J. Biol. Chem. 272 (31): 19220—8. PMID 9235914. doi:10.1074/jbc.272.31.19220.
- Suzuki Y; Yoshitomo-Nakagawa K; Maruyama K (1997). „Construction and characterization of a full length-enriched and a 5'-end-enriched cDNA library.”. Gene. 200 (1-2): 149—56. PMID 9373149. doi:10.1016/S0378-1119(97)00411-3.

## Spoljašnje veze
- ANK1+protein,+human на 